# 儒格标准型手枪
儒格标准型（英語：Ruger Standard Model），也称儒格Ⅰ型（英語：Ruger Mark I），是美国武器制造商斯特姆-儒格公司1949年出品的一款凸缘底火半自动手枪，由公司创始人威廉·儒格（William Batterman Ruger，1916～2002）设计，是儒格公司出品的第一个产品，也是其著名的.22 LR休闲/竞技手枪系列中的初代产品。由标准型衍生出来的后续产品系列是美国市场上最成功、最大众化的.22口径半自动手枪。

## 研发

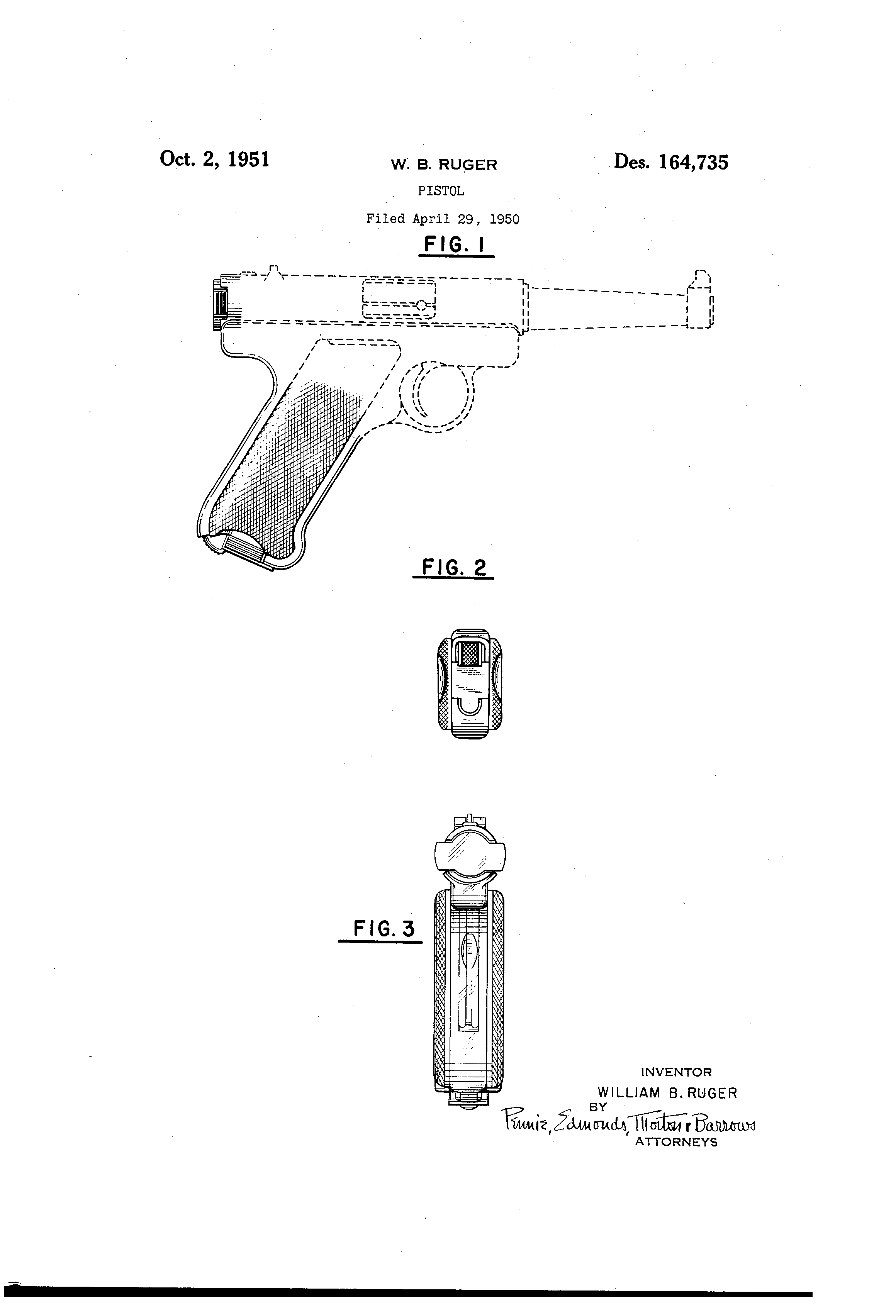
威廉·B·儒格1951年的设计专利图

第二次世界大战结束几年后，新开始崭露头角的武器设计师威廉·儒格从一位归国的海军陆战兵手里搞到一把日本南部手枪，并且在自家车库内成功仿制了一把。借用了南部的外形和枪栓系统，儒格在1949年试着制造出了一款新式手枪，但是因为手头没有资金无法推广上市。儒格狩猎认识的富豪好友亚历山大·斯特姆（Alexander McCormick Sturm，1923～1951）看到儒格的手枪原型后，觉得外形很有怀旧感与德国魯格手枪十分相像，就答应加盟并提供了5万美元的首期投资，斯特姆-儒格公司因此成立。这一款新手枪也被命名为“标准型”，主要针对休闲射击、狩猎和枪械爱好者市场。公司投资人斯特姆是个画家同时也是纹章学业余达人，亲自设计了公司的“红鹰”标志，印在了新枪握把的左侧。
儒格在这款新手枪的生产中率先使用了一系列简单创新的制造技术，比如用钢琴丝材料的螺旋弹簧来代替当时绝大多数制造商使用的板片弹簧，以及使用冲压铁板焊接在一起来制作机匣。因为这款枪只需要承受.22 LR弹药产生的膛压，这些减少成本的措施使其可以在价码上（当时只有37.50美元）横扫竞争者。当时的枪械权威朱利安·海切尔（Julian Sommerville Hatcher，1888～1963）少将在《美国步枪手》（American Rifleman）杂志上为儒格的新手枪写了非常好评估，加上在同期杂志里加入了新枪广告，很快就引起了公众关注，很快订单就滚滚而来。但儒格本人是坚定的老派金融责任制的信徒，在没有发货前绝对不预收买家的钱，给公司建立起了一套稳扎稳打的运作风格。这种“没发货不收钱”的运作使得斯特姆初期投入的资金在几个月内就用完了，但这时首批100把标准型手枪也已生产完毕并且发货。
自1949年秋季上市以来，儒格的新手枪虽然一开始就面对这激烈的竞争，但是很快就占领了凸缘底火手枪市场的一大块份额。很可惜的是，投资人斯特姆却没能看到公司市场成功的那一天——他在1951年11月因患病毒性肝炎病逝，享年仅28岁。为了纪念好友，儒格命令将日后生产的所有新枪上的“红鹰”商标全部改成黑色。这一直持续到儒格本人去世后，公司才在2008年改回使用红鹰商标。
儒格标准型手枪的基本型被持续生产了整整33年没有变化，虽然期间公司也推出了许多变种型号（主要是换用不同的枪管长度和形状，或用不锈钢材料）。1982年儒格推出了新款的儒格Ⅱ型后，原版的标准型才退出生产。儒格Ⅱ型持续了原版标准型的成功，在1999年就扩展出了18款不同型号，并且销量超过200万把，成为了历史上最畅销的.22口径半自动手枪。

## 特点

### 标准型

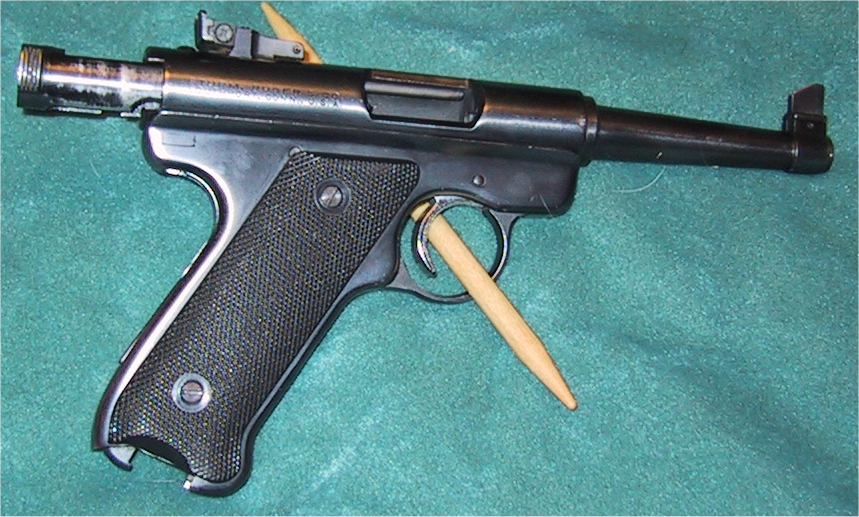
安装了第三方机械瞄具的1963年版儒格标准型手枪

儒格标准型的设计和其他半自动手枪相比很异类，没有滑动的套筒而是使用了在固定的圆管机匣，射击时前后活动的仅是圆柱形枪栓，如同半自动步枪一般。枪栓的后方有两个凸起，可以用手抓住后拉上膛首发子弹。枪机使用基本的反冲机制。枪管长4.75英寸（121）并逐渐变细，使用蓝化处理过的碳钢材料制造。枪管前端有固定的准星，照门则固定在机匣的燕尾槽上。保险机制只在枪机扣簧后才能使用，如果枪栓被后拉，保险则会起到枪栓卡榫的功能。
1954年，一个6英寸（150）枪管的版本上市。在发现生产线的成形模在22年后开始磨损时，儒格开始在1971年实施一些工程改变，这些变革之后被用在了儒格Ⅱ型的改良上。比较有名的就是1971年的“A 100”框架重改，以至于老版的握把护木无法使用在新版的枪上。1981年，标准型手枪的产品生命周期已经走到尽头，儒格还是生产了5000把4.75英寸不锈钢管的特殊版手枪，并配以刻有儒格本人签字的木盒内进行促销。

### 射靶型
1950年上市的“射靶”（Target）型和普通的标准型手枪基本一样，只是换装了6.875英寸（174.6）枪管和可调式机械瞄具。1952年一个5.25英寸（133）稍短枪管的版本也被推出，但是只生产到1957年就停产了，至今在收藏着市场上十分抢手。1963年，一款5.5英寸（140）重粗枪管的版本被推出，最终成为了现今所有儒格射靶类手枪的标准枪管长度。和普通的标准型一样，射靶型的握把框架也在1971年接受了重新设计。